# Holden (Massachusetts)
Holden é uma vila localizada no condado de Worcester no estado estadounidense de Massachusetts. No Censo de 2010 tinha uma população de 17.346 habitantes e uma densidade populacional de 184,41 pessoas por km².

## Geografia
Holden encontra-se localizado nas coordenadas 42° 21′ 21″ N, 71° 51′ 45″ O. Segundo o Departamento do Censo dos Estados Unidos, Holden tem uma superfície total de 94.06 km², da qual 90.87 km² correspondem a terra firme e (3.4%) 3.2 km² é água.

## Demografia
Segundo o censo de 2010, tinha 17.346 pessoas residindo em Holden. A densidade populacional era de 184,41 hab./km². Dos 17.346 habitantes, Holden estava composto pelo 94.09% brancos, o 1.06% eram afroamericanos, o 0.06% eram amerindios, o 2.98% eram asiáticos, o 0.01% eram insulares do Pacífico, o 0.55% eram de outras raças e o 1.25% pertenciam a duas ou mais raças. Do total da população o 2.15% eram hispanos ou latinos de qualquer raça.